# نیروگاه اولو جلال
نیروگاه اولو جلال (به لاتین: Ulu Jelai Power Station) یک نیروگاه برقابی در مالزی است که در Cameron Highlands, Pahang واقع شده‌است.